# Серце Вілсона (Доктор Хаус)
«Серце Вілсона» (англ. Wilson's Heart)  — шістнадцята серія четвертого сезону американського телесеріалу «Доктор Хаус». Прем'єра епізоду проходила на каналі FOX 19 травня 2008. Доктор Хаус і його команда мають врятувати Ембер.

## Сюжет
Вілсон і Хаус знаходять Ембер у іншій лікарні міста. Вона втратила обидві нирки, а також їй пробило стегнову артерію. У Ембер не було документів, тому лікарі не могли зв'язатися з Вілсоном. Після операції у неї почалась тахікардія, яку лікарі ніяк не можуть усунути. Вілсон і Хаус забирають її до Принстон-Плейсборо. Під час перевезення у Ембер починається фібриляція. Вілсон не дозволяє Хаусу використати дефібрилятори, так як вони викличуть пошкодження мозку. Він пропонує заморозити серце, щоб у Хауса був час на встановлення діагнозу.
Хаус наказує зробити ангіограму і перевірити будинок на наявність наркотиків, токсинів і важких металів. Аналізи негативні, але вдома Тринадцята і Катнер знаходять пігулки для схуднення і антидепресанти. Хаус наказує зробити небезпечну операцію, щоб зрозуміти, чи кальцинований клапан. Перед операцією Чейз помічає, що у Ембер жовтяниця. Її не спричиняють пігулки від схуднення і операцію відміняють. Уві сні Хаус бачить Ембер, яка наливає йому келих хересу. Отямившись він питає у Вілсона чи Ембер п'є херес, той заперечує. Проте Катнер говорить, що недалеко від лікарні є бар "Херес", який має автобусну зупинку. Хаус наказує команді ще більше охолодити Ембер, а сам з Вілсоном йде до "Хересу". Бармен розповідає, що Ембер прийшла коли Хаус вже був п'яний. Хаус запитав у нього чи вона  була хвора. Бармен сказав, що вона лише чхнула.
Команда робить біопсію печінки. По аналізу можна зрозуміти, що у Ембер гепатит Б. У сні Хаус знову бачить свою пацієнтку. Вона говорить йому, що у неї не гепатит і показує спину. Хаус прокидається і бачить на попереку Ембер висип. Вілсон згадує, що вони недавно ходили гуляти з друзями і їхніми собаками. Можливо на Ембер стрибнув кліщ. Хаус наказує ввести антибіотики і через вісім годин нагріти й запустити серце. Вілсон знає, що якщо це неправильний діагноз, його дівчина може померти. Хаус змінює тактику і наказує взяти кров на посів. Форман розуміє, що такий підхід може вбити пацієнтку і звертається до Кадді. Вони нагрівають серце, але розуміють, що Вілсон був правий і тепер у Ембер пошкоджений мозок.
Хаус вважає, що це аутоімунне захворювання. Він хоче ввести ліки, а потім знову спробувати нагріти серце. Вілсон просить Хауса, щоб той провів глибоку стимуляцію мозку, щоб згадати симптом, який бачив в автобусі. Ця процедура дуже небезпечна, але Хаус погоджується. Від струму, що вдарив йому в мозок, Хаус знову повертається до бару. Він напився і бармен забрав його ключі від мотоциклу. Хаус вирішив подзвонити Вілсону, щоб той його забрав. Але Віслона терміново викликали в лікарню і слухавку підняла Ембер. Хаус попросив її знайти Вілсона, але дівчина вирішила сама піти до бару і завезти Хауса додому. У барі вона чхнула, але слиз був нормального кольору. В автобусі вона чхнула ще раз. Хаус помітив, що вона прийняла пігулку проти грипу. Її нирки не змогли вивести амантадин і виникло отруєння. Проте без нирок його не виведе жодний препарат. Після побаченого у Хауса виникає напад і його трищина значно збільшується, Хаус впадає в кому.
Хаус говорив в слух те, що бачив. Тому Вілсон наказав команді перевірити отруєння амантадином. Результати виявились позитивними, Ембер вже не можливо врятувати. Вона мертва, але її можна розбудити на декілька годин, щоб попрощатись. Вілсон відключає Ембер від апарату і вона помирає. Хаус виходить з коми.

## Цікавинки
- Тринадцята вирішує перевіритись на хворобу Гантінгтона, її тест виявляється позитивним.